# 즉신성불

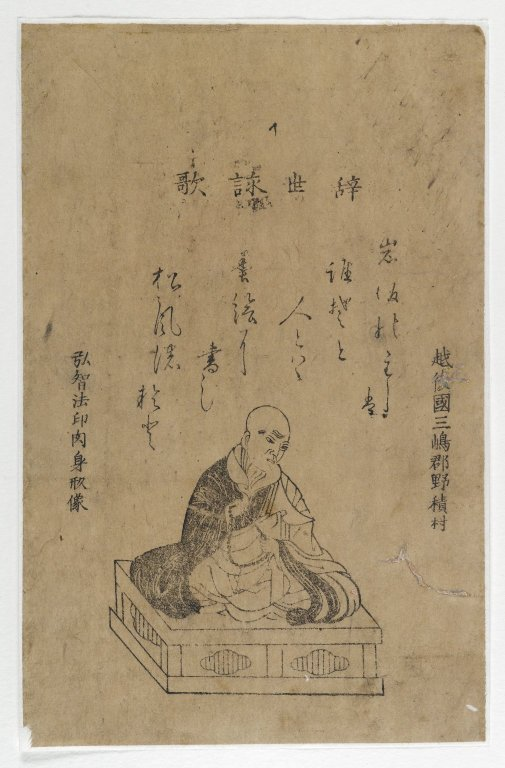
현존하는 가장 오래된 즉신불인 고치 법인의 절명시.

즉신성불(卽身成佛)은 현실의 육신 그대로의 상태로 부처가 됨을 뜻한다. 현신성불(現身成佛) 또는 현생성불(現生成佛)이라고 한다.
밀교에서는 부모에게서 받은 이 육신을 변하지 않게 하여 그 육신상에 불덕(佛德)이 이루어져 대일여래의 법신(法身)이 현증(現證)한다는 것을 강조하고 있다.
즉 부처나 중생, 그리고 이들이 사는 환경도 우주를 구성하는 심적·물적 근본요소인 지수화풍공식(地水火風空識)의 6대(六大)로써 만들어지며, 그들이 서로 방해하지 않고, 또한 부처나 중생도 신(身)·구(口)·의(意)의 신기한 작용인 3밀(三密)이 갖추어져 있기 때문에 부처나 중생은 모두 평등하며, 자신이 범부(凡夫)라는 그릇된 생각을 고쳐 손에 인계(印契)를 맺고, 입으로는 진언을 외며, 마음으로는 불상을 염(念)한다는 체험을 통해서 용이하게 자기와 부처가 일체가 되는 구경(究竟)의 경지에 이르러 부처가 될 수 있다고 설파하고 있다.
이처럼 밀교는 현실에 임한 성불(成佛)을 역설하고 있는 점에서 뛰어난 면을 갖고 있으나, 현실을 절대시하는 점에서 자칫하면 타락하는 위험성을 지니고 있었다.